# Lissodema validicorne
Lissodema validicorne es una especie de coleóptero de la familia Salpingidae.

## Distribución geográfica
Habita en Japón.